# Exofiction
Pour la collection littéraire, voir Exofictions.
L'exofiction est une catégorie de roman inspiré de la vie d'un personnage réel (différent de l'auteur), mais s'autorisant des inventions, par l'écriture de dialogues et de monologues intérieurs mais aussi par l'évocation de périodes mal connues (à la différence de la stricte biographie). Elle s'appelait plus communément avant 2013 biographie romancée. À l'inverse de celle-ci, l'exofiction réécrit l'histoire d'une personnalité publique réelle mais son auteur réinvente cette personnalité en lui attribuant des aventures romanesques et imaginaires même si, historiquement, il reste fidèle à l'exactitude des autres informations biographiques.

## Néologisme
Le terme est forgé en 2013 par Philippe Vasset à partir du préfixe exo-, qui signifie « en dehors », par opposition à l'autofiction.

## Histoire
Dès 2009, Laurent Seksik, initie le genre avec son roman Les Derniers Jours de Stefan Zweig, Flammarion. Première qui fera dire au magazine Transfuge no 107 (mars 2017) que Laurent Seksik est l'inventeur de l'exofiction. Le roman, traduit en vingt langues, connait un succès international. 
La tendance ne sera repérée que quatre ans plus tard, en 2013, et s'affirmera particulièrement à la rentrée littéraire 2015,,,. Elle se confirme en 2016, et 2017.
L'exofiction est un genre qui se prête particulièrement bien au roman policier historique :
- l'écrivain anglais Gyles Brandreth a ainsi prêté, en 2007, une enquête criminelle à l'écrivain et dramaturge Oscar Wilde (Oscar Wilde et le meurtre aux chandelles -  (ISBN 978-2-264-04855-4))
- en 2011, c'est Frédéric Lenormand qui a imaginé l'écrivain et philosophe Voltaire en train de résoudre des énigmes (La Baronne meurt à cinq heures -  (ISBN 978-2-7096-3555-4))
- en 2014, Pierre-Yves Leprince a imaginé le jeune Marcel Proust devenu détective pour arrondir ses fins de mois (Les enquêtes de monsieur Proust -  (ISBN 978-2-0701-4501-0)) et Serge Le Gall en a fait autant en 2015 (Meurtres du côté de chez Proust -  (ISBN 979-1-0947-2558-0))
- en 2017, Hervé Gaillet a transformé le romancier et académicien Pierre Benoit en enquêteur amateur travaillant avec la Brigade Criminelle parisienne (Derrière les lignes -  (ISBN 978-1-5472-7933-3)).

## Contexte
Pour Alexandre Gefen, la mode des exofictions tient au besoin de « réparer le monde » en substituant à l'Histoire tragique une version littéraire qui apaise. Il cite le cas des récits qui évoquent le terrorisme.
Pour Stéphane Maltère, "On choisit une personnalité (Voltaire pour Frédéric Lenormand, Eugène Sue pour Paul Vacca, Cendrars et Satie à la recherche de Cocteau pour Jean-Paul Delfino, etc.) qui devient le personnage principal d’une fiction exploitant de préférence une zone d’ombre biographique. L’on crée ainsi un double plus vrai que nature, rendant très mince la frontière avec le réel vérifiable."

## Quelques œuvres
(décembre 2019).
Si vous disposez d'ouvrages ou d'articles de référence ou si vous connaissez des sites web de qualité traitant du thème abordé ici, merci de compléter l'article en donnant les références utiles à sa vérifiabilité et en les liant à la section « Notes et références ».
- Olivier Charneux, Les guérir, Robert Laffont 2016 sur le médecin danois nazi Carl Vaernet
- Joseph Andras, De nos frères blessés, Actes Sud, 2016 sur Fernand Iveton
- Jean-Daniel Baltassat, Le Divan de Staline, Éditions du Seuil, 2013 sur Joseph Staline
- Frédéric Beigbeder, Oona et Salinger, Grasset, 2014 sur Oona O'Neill et J. D. Salinger
- Thierry Beinstingel, La Vie prolongée d'Arthur Rimbaud, Fayard, 2016 sur Arthur Rimbaud
- Michel Bernard, Les Forêts de Ravel, La Table Ronde, 2015 sur Maurice Ravel
- Michel Bernard, Deux remords de Claude Monet, La Table Ronde, 2016 sur Claude Monet
- Philippe Besson, Vivre vite, Julliard, 2015 sur James Dean
- Laurent Binet, HHhH, Grasset, 2010 sur Heinrich Himmler
- Laurent Binet, La Septième Fonction du langage, Grasset, 2015 sur Roland Barthes
- Vincent Borel, Richard W., Sabine Wespieser éditeur, 2013 sur Richard Wagner
- Adrien Bosc, Constellation, Stock, 2014 sur Marcel Cerdan et Ginette Neveu
- Philippe Claudel, L'autre, Les petites mécaniques sur Arthur Rimbaud
- Emmanuel Carrère, Limonov, Éditions P.O.L, 2011 sur Edouard Limonov
- Bernard Chambaz, Vladimir Vladimirovitch, Flammarion, 2015 sur Vladimir Poutine
- Bernard Chambaz, A tombeau ouvert, Stock, 2016 sur Ayrton Senna
- Françoise Cloarec, L'Indolente, Stock, 2016 sur la femme de Pierre Bonnard
- Jean-Paul Delfino, Les Pêcheurs d'étoiles, Le Passage, 2016 sur Blaise Cendrars et Erik Satie
- Caroline De Mulder, Bye Bye Elvis, Actes Sud, 2014 sur Elvis Presley
- Patrick Deville, Peste et choléra, Éditions du Seuil, 2012 sur Alexandre Yersin
- Michel Embareck, Jim Morrison et le diable boîteux, L'Archipel, 2016 sur Jim Morrison et Gene Vincent
- François-Henri Désérable, Évariste, Gallimard, 2015 sur Évariste Galois
- Christophe Donner, Quiconque exerce ce métier stupide mérite tout ce qui lui arrive, Grasset, 2014 sur Jean-Pierre Rassam, Claude Berri et Maurice Pialat
- Marc Dugain, La Malédiction d'Edgar, Gallimard, 2005 sur J. Edgar Hoover
- Clara Dupont-Monod, Le Roi disait que j'étais diable, Éditions Grasset & Fasquelle, 2014 sur Aliénor d'Aquitaine
- Jean Echenoz, Ravel, Les Éditions de Minuit, 2006 sur Maurice Ravel
- Jérôme Ferrari, Le Principe, Actes Sud, 2015 sur Werner Heisenberg
- David Foenkinos, Charlotte, Gallimard, 2014 sur Charlotte Salomon
- Yannick Grannec, La Déesse des petites victoires, Anne Carrière, 2012 sur Kurt Gödel
- Héloïse Guay de Bellissen, Le Roman de Boddah, Fayard, 2014 sur Kurt Cobain
- Gérard Guégan, Appelle-moi Stendhal, Stock, 2013 sur Stendhal
- Gérard Guégan,  Qui dira la souffrance d'Aragon ?, Stock, 2015 sur Aragon, André Marty
- Gérard Guégan,, Tout a une fin, Drieu, Gallimard, 2016 sur Drieu la Rochelle, Roger Vailland
- Gérard Guégan, Hemingway, Hammett dernière, Gallimard, 2017 sur Ernest Hemingway, Dashiell Hammett, Dorothy Parker
- Jean-Michel Guenassia, La Valse des arbres et du ciel, Albin Michel, 2016 sur Vincent Van Gogh
- Robert Harris (écrivain), D. (roman), 2013, sur l'Affaire Dreyfus racontée par Marie-Georges Picquart
- Jean-Pol Hecq, Tea time à New Delhi, Editions Luce Wilquin, 2017, sur Che Guevara et Indira Gandhi
- Philippe Jaenada, La Petite femelle, Julliard, 2015 sur Pauline Dubuisson
- Yasmina Khadra, La Dernière Nuit du Raïs, Julliard, 2015 sur Mouammar Kadhafi
- Stéphane Lambert, Nicolas de Staël, Le vertige et la foi, Arléa, 2014, sur Nicolas de Staël
- Stéphane Lambert, Mark Rothko, rêver de ne pas être, Arléa-Poche, 2014, sur Mark Rothko
- Stéphane Lambert, Avant Godot, Arléa, 2016, sur Samuel Beckett et Caspar David Friedrich
- Stéphane Lambert, Monet, Impressions de l'étang, Arléa-Poche, 2016, sur Claude Monet
- Stéphane Lambert, Fraternelle mélancolie, Arléa, 2018, sur Herman Melville et Nathaniel Hawthorne
- Mathieu Larnaudie, Notre désir est sans remède, Actes Sud, 2015 sur Frances Farmer
- Michel Layaz, Louis Soutter, probablement, Éditions Zoé, 2016 sur Louis Soutter
- Marin Ledun, No more Natalie, Atelier In8, 2013 sur Natalie Wood
- Simon Liberati, Jayne Mansfield 1967, Grasset, 2011 sur Jayne Mansfield
- Simon Liberati, Eva, Stock, 2015 sur Eva Ionesco
- Joseph Marie Lo Duca, Journal secret de Napoléon Bonaparte, 1973, sur Napoléon Ier
- Claude Louis-Combet, Bethsabée, au clair de lune comme à l'obscur, José Corti, 2015 sur Hendrickje Stoffels
- Douna Loup, L'Oragé, Mercure de France, 2015 sur Jean-Joseph Rabearivelo
- Serge Mestre, Ainadamar, Sabine Wespieser éditeur, 2016 sur Federico García Lorca
- Xavier Mauméjean, Kafka à Paris, Alma, 2015 sur Franz Kafka
- Christine Orban, Virginia et Vita, Albin Michel, 2012 sur Virginia Woolf
- Judith Perrignon, Victor Hugo vient de mourir, L'Iconoclaste, 2015 sur Victor Hugo
- Romain Puértolas, Re-vivre l'Empereur, Le Dilettante, 2015 sur Napoléon Ier
- Claude Pujade-Renaud, Tout dort paisiblement sauf l'amour, Actes Sud, 2016, sur Søren Kierkegaard
- Léonor de Récondo, Pietra viva, Sabine Wespieser éditeur, 2013 sur Michel-Ange
- Patrick Roegiers, L'Autre Simenon, Grasset, 2015 sur le frère de Georges Simenon
- Lydie Salvayre, Pas pleurer, Éditions du Seuil, 2014 sur Georges Bernanos
- Jean-Luc Seigle, Je vous écris dans le noir, Flammarion, 2015 sur Pauline Dubuisson
- Laurent Seksik, Les Derniers Jours de Stefan Zweig, Flammarion, 2009
- Laurent Seksik, Le Cas Eduard Einstein, Flammarion, 2013.
- Laurent Seksik, Romain Gary s'en va-t-en guerre, Flammarion, 2017.
- Olivier Weber, Le Barbaresque, Flammarion, 2010, sur Cervantès.
- Olivier Weber, La Confession de Massoud, Flammarion, 2013, sur le commandant Massoud.
- Marguerite Yourcenar, Mémoires d'Hadrien, 1951 sur l'empereur Hadrien